# حسین مکاریان
حسین مکاریان بازیکن حرفه‌ای بسکتبال در پست شوتینگ گارد و ملی‌پوش اهل ایران است.

## فعالیت حرفه‌ای ورزشی
مکاریان در سال ۱۳۹۶ وارد تیم ملی نوجوانان ایران شد و در مسابقات آسیایی عضو تیم زیر ۱۶ سال و ۱۸ سال ایران بود.
او در سال ۱۳۹۸ به باشگاه بسکتبال ذوب‌آهن پیوست و دو سال در این باشگاه ماند. او سپس برای گذراندن خدمت سربازی به باشگاه رعد پدافند پیوست و با این تیم در لیگ برتر حضور داشت. در فصل ۱۴۰۱ مکاریان برای مهرام بازی کرد و در ۱۴۰۲ دوباره به ذوب آهن برگشت. او همراه با تیم ملی بزرگسالان ایران در تورنومنت هوپس و ویلیام جونز در سال ۲۰۲۳ حضور داشت.

### تیم ملی
حسین مکاریان سال ۹۸ به تیم ملی بزرگسالان ایران نوین دعوت شد و در ۲ تورنومنت ویلیام جونز در تایوان و هوپس کاپ در چین برای تیم ملی ایران نوین بازی کرد.

### باشگاهی
- ذوب آهن – ۱۳۹۸[۴]
- مهرام: ۱۴۰۰–۱۴۰۱[۶]
- ذوب آهن: ۱۴۰۱–۱۴۰۲[۱۸][۱۹][۲۰][۲۱][۲۲][۲۳]